# Рутенийгафний
Рутенийгафний — бинарное неорганическое соединение, интерметаллид
гафния и рутения
с формулой HfRu,
кристаллы.

## Получение
- Сплавление стехиометрических количеств чистых веществ:

{\displaystyle {\mathsf {Hf+Ru\ {\xrightarrow {2400^{o}C}}\ HfRu}}}

## Физические свойства
Рутенийгафний образует кристаллы кубической сингонии (примитивная решётка), пространственная группа P m3m, параметры ячейки a = 0,3215 нм, Z = 1,
структура типа хлорида цезия CsCl.
Соединение конгруэнтно плавится при температуре ~2400 °C (2450 °C).